# Psychine
Psychine là chi thực vật có hoa trong họ Cải.